# Zimmerbach (Salza)
Der Zimmerbach ist ein rechter Zufluss der Salza im Hainich in Thüringen.

## Geographie

### Verlauf
Der Zimmerbach entsteht in Zimmern, einem Ortsteil von Bad Langensalza, durch den Zusammenfluss des Zimmertalsgraben mit dem Orbach. Beide entspringen in der Nähe des Baumkronenpfades im Nationalpark Hainich.
Östlich von Zimmern an der B 84 nimmt der Zimmerbach den Hellerbach auf. Dieser führt im Sommer oft wenig oder gar kein Wasser. Am städtischen Wasserwerk mündet der Zimmerbach in die aus der Karstquelle Golke entspringende Salza. Diese nimmt die Fließrichtung des Zimmerbaches an.

## Weblinks

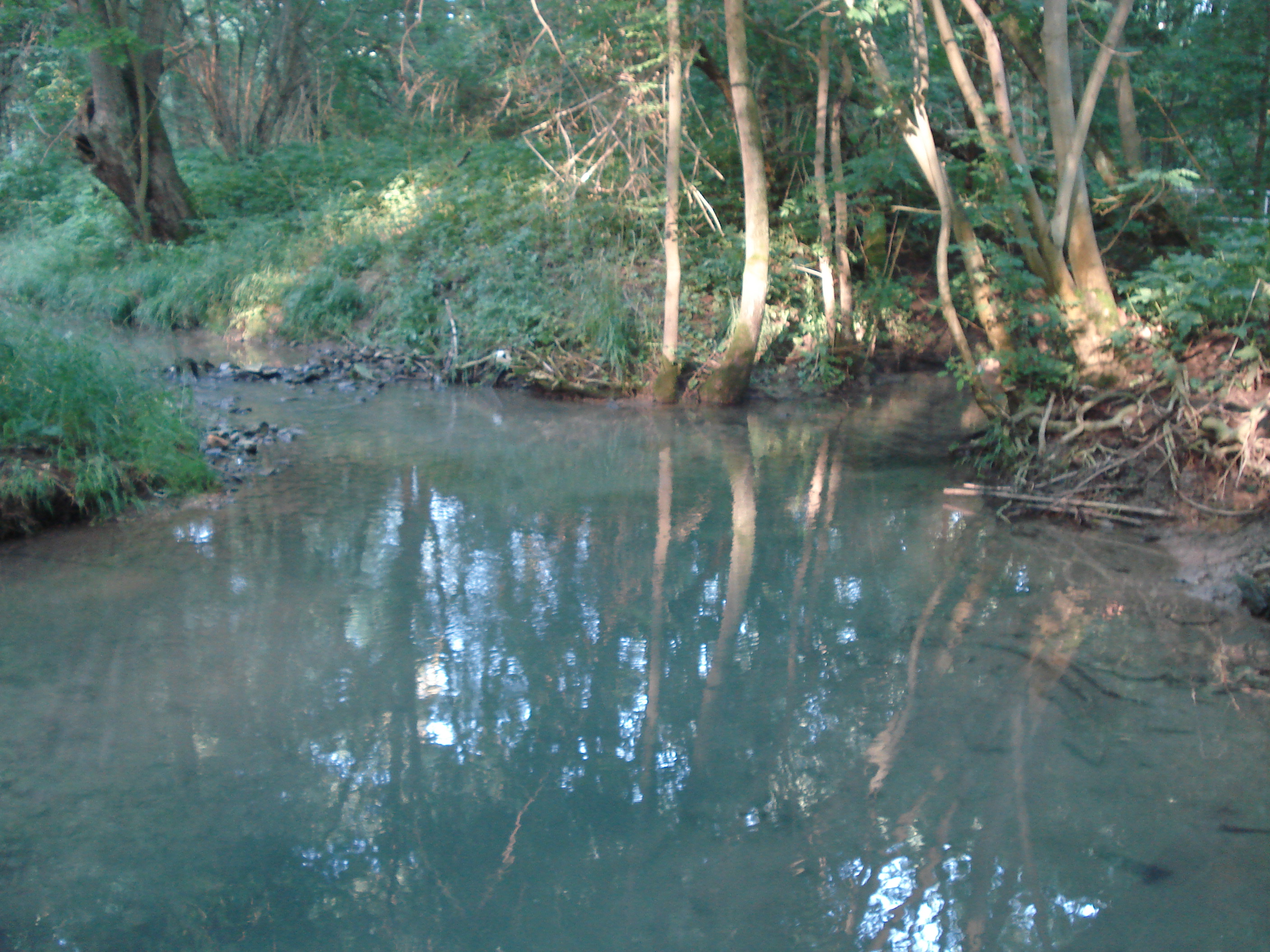
Mündung des Zimmerbaches (links) in die aus der Kleinen Golke entspringende, erst wenige Meter lange Salza (rechts).

### Zuflüsse
- Hellerbach (rechts)